# Monterey (Indiana)
Monterey ist eine Town im Civil Township Tippecanoe des Pulaski County im US-Bundesstaat Indiana. Der US Census 2020 hat 182 Einwohner auf einer Fläche von 0,47 km² ermittelt.

## Geographie
Monterey liegt im Nordwesten von Indiana, etwa 70 km südlich von South Bend und rund 115 km westlich von Fort Wayne. Physiogeographisch gehört die Region zum Central Lowland der Interior Plains. Die Region um Monterey ist, wie ein Großteil des Bundesstaats, flach und landwirtschaftlich geprägt. Der Tippecanoe River durchfließt das Ortsgebiet in Ost-West-Richtung.

## Geschichte
Der Ort wurde 1849 unter dem Namen Buena Vista gegründet, jedoch mit Eröffnung des lokalen Postamts 1852 in Monterey umbenannt, da im Jefferson County bereits ein Postbezirk namens Buena Vista existierte. Beide Namen beziehen sich auf 1846 bzw. 1847 geschlagene Schlachten des Mexikanisch-Amerikanischen Krieges.
1882 erhielt Monterey über die von der Chicago and Atlantic Railway errichtete Strecke Marion–Hammond Anschluss an das Eisenbahnnetz. Die Verbindung wurde 1895 von der Erie Railroad übernommen und diente dieser sowie der nachfolgenden Erie Lackawanna Railroad (EL) als Hauptstrecke nach Chicago. Nach dem Ende des Bahnbetriebs der EL 1976 wurde Monterey im Schienengüterverkehr durch die Erie Western Railway (1977–1979), Chicago & Indiana Railroad (1979), Tippecanoe Railroad (1980–1990) und J.K. Line (1990–2002) bedient. Mit der Schließung des Cargill-Getreidesilos in Monterey endete der Bahnbetrieb und die Strecke wurde 2004 abgebaut.
Seit 1918 befindet sich in Monterey eine öffentliche Bibliothek, die Monterey-Tippecanoe Township Public Library.